# Нік Нерс
Ніколас Девід Нерс (англ. Nicholas David Nurse; нар. 24 липня 1967) — американський професійний баскетбольний тренер, головний тренер команди НБА «Філадельфія Севенті Сіксерс». Він привів «Торонто Репторз» до першого чемпіонського титулу, коли вони перемогли «Голден Стейт Ворріорз» у фіналі чемпіонату НБА сезону 2018/19.

## Титули і досягнення
- Чемпіон НБА як головний тренер «Торонто Репторз»: 2019.